# Sindang Jaya (Mangunjaya)
Sindang Jaya is een bestuurslaag in het regentschap Pangandaran van de provincie West-Java, Indonesië. Sindang Jaya telt 6805 inwoners (volkstelling 2010).